# Thomsonkägelbi
Thomsonkägelbi (Coelioxys obtusispina) är en biart som beskrevs av Carl Gustaf Thomson 1872. Thomsonkägelbi ingår i släktet kägelbin och familjen buksamlarbin. Inga underarter finns listade. Arten är troligen endemisk för Sverige.

## Beskrivning
Thomsonkägelbiet är ett kraftigt bi med svart grundfärg, kort, brunaktig päls på mellankroppens ovansida och längre, vitaktig sådan på sidorna och undersidan. På varje sida av den första tergiten finns en vit, triangelformad hårfläck, medan bakkanterna av tergit 2 till 5 har vita hårband. Sådana hårband finns också på buksidans sterniter, nummer 2 till 5 hos honan, 2 till 4 hos hanen. Som hos alla kägelbin smalnar honans bakkropp av i en lång spets, medan hanen har 6 taggar på bakkroppsspetsen. Kroppslängden varierar mellan 12 och 14 mm. Arten påminner starkt om storkägelbiet (Coelioxys conoidea), och är svår att skilja från detta.

## Ekologi
Habitaten är skiftande, från tundra, subarktiska skogar och buskskogar till tempererade skogar, vägrenar, sand- och grusområden som stränder, nerlagda sand- och grustag, ruderatmarker och trädesåkrar, under förutsättning att de samtidigt är hemvist för värdbiet stortapetserarbi. Thomsonkägelbiet är nämligen boparasit, honan lägger ägg i bon av stortapetserarbi, ett ägg per larvcell. När larven kläckts dödar den först värdägget eller -larven, och lever sedan av den insamlade näringen i form av nektar och pollen.
Arten samlar inte pollen, det är bara larven som äter sådan föda. Däremot äter den nektar från framför allt korgblommiga växter som väddklint, piggtistlar, tistlar, hökfibblor, väddklint och hökfibblor, men även  strävbladiga växter som blåeld. Flygtiden varar från juni till augusti.

## Utbredning
Arten är med säkerhet endast känd från Sverige, där den sedan andra hälften av 1900-talet endast har observerats från omkring 40 observationer på Gotland. Tidigare har arten även iaktagits i Östergötland och Uppland. Uppgifter finns även om en förekomst kring Vladivostok i Primorje kraj i sydöstra Ryssland, men enligt Internationella naturvårdsunionen (IUCN) är de fynden inte bekräftade.
Främsta orsaken till minskningen är det moderna jordbrukets förändring, med minskat betestryck vilket lett till igenväxning av de tidigare blomsterrika betesmarkerna, samt ökande användning av bekämpningsmedel. Tidig slåtter av vägrenar och andra biotoper rika på blommande växter har också spelat in, liksom en följd av torrår under de första decennierna av 2000-talet. På grund av minskningen är thomsonkägelbiet rödlistat som sårbart ("VU") i Sverige.